# Louis Adolphe Billy
Pour les articles homonymes, voir Billy.
Louis-Adolphe Billy (13 octobre 1834-20 mars 1907) est un avocat et homme politique fédéral du Québec.

## Biographie
Né à Gentilly dans le Bas-Canada,il entama sa carrière politique en devenant député du Parti conservateur du Canada dans la circonscription de Rimouski lors des élections de 1882. Il ne se représenta pas en 1887.
Il est mort à l'âge de 73 ans.